# Mysmenopsis ixlitla
Espèce
Synonymes
- Mysmena ixlitla Levi, 1956

Mysmenopsis ixlitla est une espèce d'araignées aranéomorphes de la famille des Mysmenidae.

## Distribution
Cette espèce est endémique du San Luis Potosí au Mexique,.

## Description
Le mâle holotype mesure 1,2 mm et la femelle paratype 1,5 mm.

## Étymologie
Son nom d'espèce lui a été donné en référence au lieu de sa découverte, Ixlitla.

## Publication originale
- Levi, 1956 : The spider genus Mysmena in the Americas (Araneae, Theridiidae). American Museum Novitates, no 1801, p. 1-13 (texte intégral).